# Xyletininae
Xyletininae là một phân họ bọ cánh cứng trong họ Ptinidae.